# Tułowice (gmina)
Tułowice – gmina miejsko-wiejska w województwie opolskim, w powiecie opolskim. Siedziba władz gminy to Tułowice.
Pierwsza gmina Tułowice istniała w latach 1945–1954. Współczesną gminę Tułowice utworzono dopiero 1 stycznia 1992 z części terenów gmin Niemodlin (Ligota Tułowicka, Skarbiszowice, Szydłów i Tułowice) i Łambinowice (Goszczowice). W latach 1975–1998 gmina położona była w województwie opolskim. 
Na terenie gminy znajduje się podstrefa Specjalnej Strefy Ekonomicznej Starachowice, obejmująca obszar 16,7 ha i zagospodarowana w 100%.
Według danych z 25 listopada 2009 gminę zamieszkiwało około 4800 osób. Natomiast według danych z 31 grudnia 2017 roku gminę zamieszkiwało 5206 osób.
W latach 1945–54 i 1992–95 gmina koegzystowałą z drugą gminą Tułowice.

## Struktura powierzchni
Według danych z roku 2002 gmina Tułowice ma obszar 81,13 km², w tym:
- użytki rolne: 22%
- użytki leśne: 70%

Gmina stanowi 5,11% powierzchni powiatu.

## Demografia

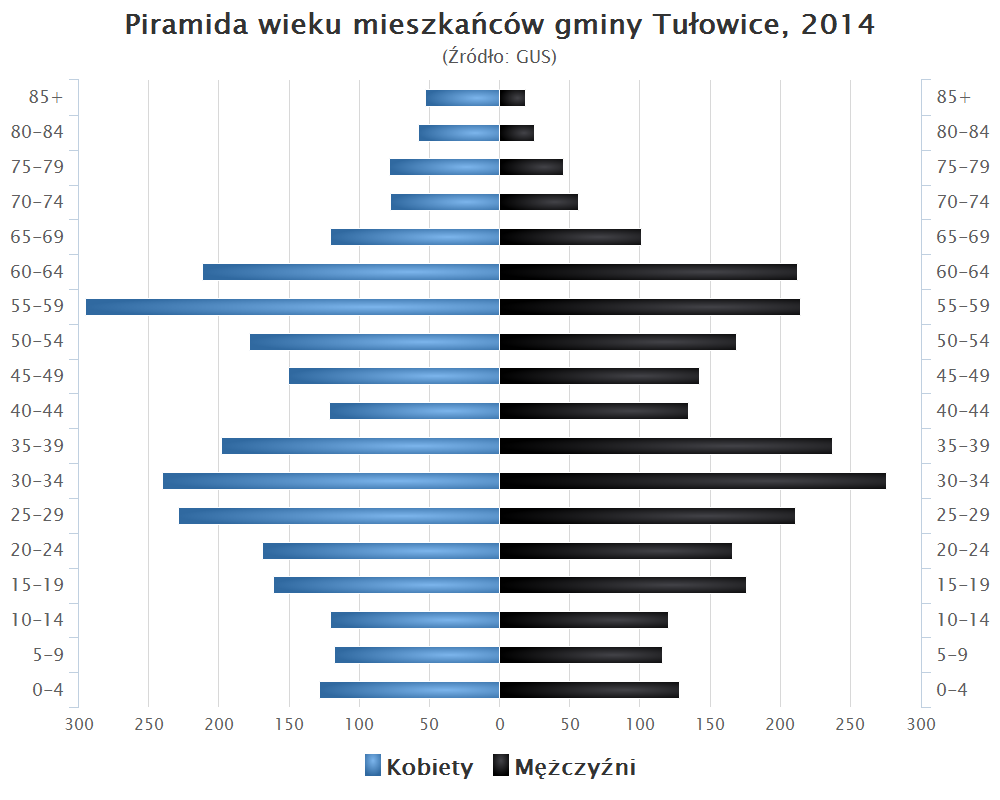
Piramida wieku mieszkańców gminy Tułowice w 2014 roku

Dane z 30 czerwca 2004:
| Opis                              | Ogółem | Ogółem | Kobiety | Kobiety | Mężczyźni | Mężczyźni |
| --------------------------------- | ------ | ------ | ------- | ------- | --------- | --------- |
| jednostka                         | osób   | %      | osób    | %       | osób      | %         |
| populacja                         | 5509   | 100    | 2774    | 50,4    | 2735      | 49,6      |
| gęstość zaludnienia (mieszk./km²) | 67,9   | 67,9   | 34,2    | 34,2    | 33,7      | 33,7      |

## Sołectwa
Goszczowice, Ligota Tułowicka, Skarbiszowice, Szydłów, Tułowice Małe.

## Sąsiednie gminy
Dąbrowa, Komprachcice, Korfantów, Łambinowice, Niemodlin, Prószków

## Zabytki
- Pałac w Tułowicach

## Miasta partnerskie
- Wendeburg (Niemcy)
- Bělá pod Pradědem (Czechy)